# Puntige blaashoren
De puntige blaashoren (Physella acuta) (jonger synoniem: Physa acuta; ook Haitia acuta) is een zuurstof ademende zoetwaterslak uit de klade Pulmonata.

## Voorkomen
De soort komt oorspronkelijk uit het Middellandse Zeegebied van waaruit de soort zich verspreidde over Europa. Hij heeft zich echter verspreid over heel wat zoetwatergebieden in de wereld als invasieve soort, onder andere in de Verenigde Staten. Hij komt veelvuldig voor in Europa en in het oosten van de Verenigde Staten.
De slak zou echter geen andere soort zijn dan de soorten P. heterostropha en P. integra. Het oorspronkelijke leefgebied van de samengestelde soort P. acuta strekt zich daardoor ook uit tot de Amerikaanse staten Maryland, New Jersey en Virginia.
De soort komt voor in zoet water: rivieren, meren, vijvers en moerassen. Hij stelt geen hoge eisen aan de waterkwaliteit of -temperatuur.

## Schelp
Net als de andere slakken uit de familie Physidae heeft P. acuta een linksdraaiend spiraalvormig slakkenhuis. Dat wil zeggen dat de opening van de schelp zich links bevindt als de opening naar de waarnemer en de punt van de schelp naar boven gericht staan. De opening is langwerpig en groot. Er is geen operculum. De schaal is dun, hoornachtig en doorschijnend. De schelp is zo'n 12 mm hoog en 5 tot 7 mm breed.

## Zelfbevruchting
P. acuta is hermafrodiet en kan zich zowel geslachtelijk als ongeslachtelijk voortplanten. Ongeslachtelijke voortplanting gebeurt dan via zelfbevruchting, waarbij de slak haar eigen eieren bevrucht. Het komt voor als de slak geen partner vindt, maar ook als er een vijand in de buurt is. Dat laatste geval blijkt echter tot betere en meer nakomelingen te zorgen dan het eerste geval: de kans op het uitkomen van de eieren en het overleven van de jongen is groter. De eieren komen ook vroeger uit: na 23 dagen, in plaats van 67 bij gevallen zonder vijand. Slakken die aan zelfbevruchting doen omdat er geen partner is, wachten namelijk met het leggen van hun eitjes. De overlevingskansen liggen ook hoger. Bij geslachtelijke voortplanting - die geen gevolgen van inteelt ondergaat - ligt de overlevingskans van een jonge slak weliswaar nog 4 keer hoger dan bij ongeslachtelijke met vijanden in de buurt, zonder vijanden loopt dat op tot 6 keer hoger.

## Voeding
P. acuta leeft onder andere van dood plantaardig en dierlijk materiaal. Hij foerageert op epifyten en oppervlakteplanten, andere slakken vooral op de bodem. Hierdoor treedt er nagenoeg geen competitie op tussen P. acuta en andere slakken.